# Rekreativni Centar Brana Santa Fe
Rekreativni centar Brana Santa Fe je park koji se nalazi u Irvindejlu u Kaliforniji, u dolini San Gabrijel, i smješten je između okružnih kamenoloma. Njime upravlja Odjeljenje za Parkove i Rekreaciju Okruga Los Angeles. Park, smješten dalje od auto-puta Rijeka San Gabrijel (Međudržavna cesta 605), obuhvata jezero veliko 2,8 ha (280000 m²), koje je nastalo zbog pregrađivanja rijeke San Gabrijel. Prirodnjački centar Brana Santa Fe je mjesto gdje posjetioci mogu istraživati prirodna staništa parka.
Brana je popularno turističko odredište jer posjetioci mogu uživati u pogledu na planine San Gabrijel. Rekreativne aktivnosti parka obuhvataju plivanje, ribolov, jedrenje, skijanje na vodi, vožnju bicikla, posmatranje ptica i planinarenje. Godine 2005. park je postao nova lokacija godišnjeg Sajma Renesanse koji je premješten iz regionalnog parka Glen Helen u Irvindejl, dugogodišnje lokacije sajma u području San Bernardina. Osnovan od strane Phyllisa Pattersona i grupe studenata, Sajam Renesanse Južne Kalifornije, za koji se tvrdi da je začetnik modernih Sajmova Renesanse, je u početku bio smješten u Agouri u Kaliforniji.

## Spoljašnje veze
- Rekreativni centar Brana Santa Fe
- http://www.cnps-sgm.org/santafedam/ Istorija prirode Rekreativnog centra Brana Santa Fe
- http://www.renfair.com/socal/index.php Sajam Renesanse